# Kévin Gameiro
Kévin Dominique Gameiro (Senlis, 9 maggio 1987) è un ex calciatore francese, di origini portoghesi, di ruolo attaccante.

## Caratteristiche tecniche
È un attaccante dotato di buona tecnica e rapidità, possiede un ottimo fiuto del gol, inoltre può essere utilizzato anche come ala. Predilige il piede destro, mette spesso in mostra ottime capacità in dribbling e velocità, notevole è la sua abilità nel creare situazioni da goal con tocchi di prima e assist per i compagni. Nonostante la statura non imponente si rivela discretamente forte nel gioco aereo. È un rapace d'area e nonostante spesso metta in difficoltà le difese avversarie con tagli senza palla verso l'area, riesce a giostrare palla al piede anche fuori dall'area di rigore, dando a vedere le sue eccellenti giocate anche nell'impostazione delle azioni offensive a ridosso dell’area avversaria.

## Carriera

### Club
Cresciuto nello Strasburgo, debutta nel 2005 in campionato. Dopo 58 presenze e 10 gol, nel 2008 passa per 3 milioni di euro al Lorient dove in tre anni mette a segno 50 reti in 108 partite laureandosi anche vice-capocannoniere della Ligue 1 2010-2011 con 22 gol dietro a Moussa Sow (25).

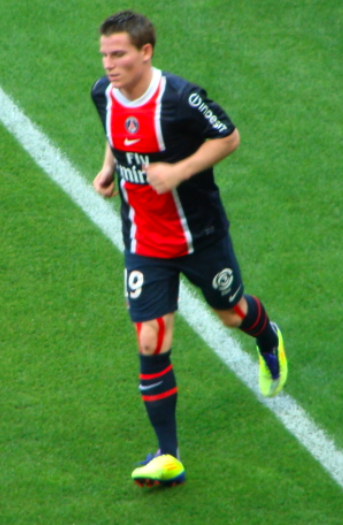
Gameiro con la maglia del Paris Saint-Germain nel 2011.

Il 12 giugno 2011 viene acquistato dal Paris Saint Germain per 15 milioni di euro. Debutta in campionato il 6 agosto nella sconfitta interna per 0-1 con il Lorient. Segna il suo primo gol la settimana successiva, il 13 agosto nel pareggio per 1-1 contro il Rennes. Il 16 ottobre 2011 segna la sua prima tripletta con la maglia del PSG, contro l'Ajaccio, decisiva per l'1-3 finale. Nella stagione 2012-13 contribuisce, con 26 presenze e 8 gol, alla vittoria della Ligue 1, la terza della storia del PSG.

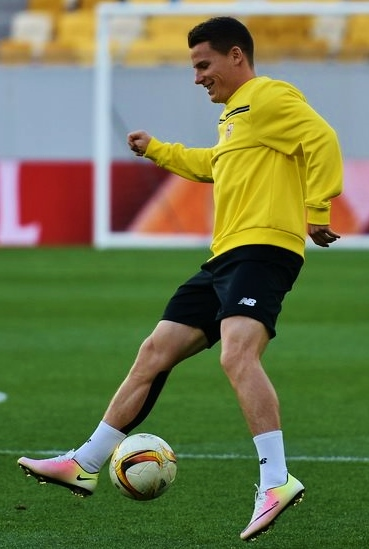
Gameiro in allenamento con la maglia del Siviglia nel 2016.

Il 24 luglio 2013 viene acquistato dal Siviglia per 10 milioni di euro. La sua prima stagione si conclude con la conquista dell'Europa League, il 14 maggio 2014, ottenuta ai tiri di rigore grazie al rigore decisivo dello stesso Gameiro, successo europeo bissato il 27 maggio 2015 sempre con il club spagnolo. Il 24 ottobre 2015 realizza una tripletta in campionato contro il Getafe. Il 18 maggio 2016 realizza una rete nella finale di Europa League 2015-2016 terminata 3-1 contro il Liverpool, vincendo per la terza volta consecutiva il trofeo. Complessivamente in tre stagioni con il Siviglia ha collezionato 145 presenze e 67 gol.
Il 30 luglio 2016 viene ceduto per 32 milioni di euro più 5 di bonus all'Atlético Madrid con cui firma un contratto quadriennale. Il 23 novembre 2016 mette a segno il gol numero 100 nella storia dell'Atlético Madrid in Champions League. Il 18 febbraio 2017 realizza una tripletta nel successo per 4-1 in casa dello Sporting Gijón.
Il 12 agosto 2018 viene ceduto al Valencia per 16 milioni di euro, squadra in cui milita per 3 stagioni, scendendo in campo in totale in 120 occasioni, mettendo a segno 24 reti.
Il 18 luglio 2021 fa ritorno allo Strasburgo dopo 13 anni.

### Nazionale
Dopo aver giocato per le selezioni giovanili francesi Under-18, Under-20 e Under-21, pur avendo la possibilità di giocare per il Portogallo, nazione del nonno paterno, debutta con la nazionale maggiore di Laurent Blanc il 3 settembre 2010 nella partita persa per 0-1 con la Bielorussia a Parigi, valida per le qualificazioni a Euro 2012. Segna il suo primo gol con i Bleus il 6 giugno 2011 nell'amichevole vinta 4-1 contro l'Ucraina. Il 7 ottobre 2016 dopo quasi cinque anni torna a giocare in nazionale, dove realizza una doppietta contro la Bulgaria in una partita valida per le qualificazioni al mondiale 2018.

## Statistiche

### Presenze e reti nei club
Statistiche aggiornate al 6 maggio  2024.
| Stagione                   | Squadra                    | Campionato                 | Campionato | Campionato | Coppe nazionali | Coppe nazionali | Coppe nazionali | Coppe continentali | Coppe continentali | Coppe continentali | Altre coppe | Altre coppe | Altre coppe | Totale | Totale |
| Stagione                   | Squadra                    | Comp                       | Pres       | Reti       | Comp            | Pres            | Reti            | Comp               | Pres               | Reti               | Comp        | Pres        | Reti        | Pres   | Reti   |
| -------------------------- | -------------------------- | -------------------------- | ---------- | ---------- | --------------- | --------------- | --------------- | ------------------ | ------------------ | ------------------ | ----------- | ----------- | ----------- | ------ | ------ |
| 2005-2006                  | Strasburgo                 | L1                         | 8          | 1          | CF+CL           | 1+0             | 2+0             | CU                 | 3                  | 2                  | -           | -           | -           | 12     | 5      |
| 2006-2007                  | Strasburgo                 | L2                         | 16         | 3          | CF+CL           | 3+1             | 3+0             | -                  | -                  | -                  | -           | -           | -           | 20     | 6      |
| 2007-2008                  | Strasburgo                 | L1                         | 34         | 6          | CF+CL           | 1+1             | 0               | -                  | -                  | -                  | -           | -           | -           | 36     | 6      |
| 2008-2009                  | Lorient                    | L1                         | 37         | 11         | CF+CL           | 2+0             | 2+0             | -                  | -                  | -                  | -           | -           | -           | 39     | 13     |
| 2009-2010                  | Lorient                    | L1                         | 35         | 17         | CF+CL           | 1+4             | 0+2             | -                  | -                  | -                  | -           | -           | -           | 40     | 19     |
| 2010-2011                  | Lorient                    | L1                         | 36         | 22         | CF+CL           | 3+2             | 2+0             | -                  | -                  | -                  | -           | -           | -           | 41     | 24     |
| Totale Lorient             | Totale Lorient             | Totale Lorient             | 108        | 50         |                 | 12              | 6               |                    | -                  | -                  |             | -           | -           | 120    | 56     |
| 2011-2012                  | Paris Saint-Germain        | L1                         | 34         | 11         | CF+CL           | 3+1             | 2+0             | UEL                | 7                  | 1                  | -           | -           | -           | 45     | 14     |
| 2012-2013                  | Paris Saint-Germain        | L1                         | 25         | 8          | CF+CL           | 4+0             | 1+0             | UCL                | 3                  | 0                  | -           | -           | -           | 32     | 9      |
| Totale Paris Saint-Germain | Totale Paris Saint-Germain | Totale Paris Saint-Germain | 59         | 19         |                 | 8               | 3               |                    | 10                 | 1                  |             | -           | -           | 77     | 23     |
| 2013-2014                  | Siviglia                   | PD                         | 35         | 15         | CR              | 1               | 0               | UEL                | 13                 | 6                  | -           | -           | -           | 49     | 21     |
| 2014-2015                  | Siviglia                   | PD                         | 26         | 8          | CR              | 6               | 5               | UEL                | 12                 | 4                  | SU          | -           | -           | 44     | 17     |
| 2015-2016                  | Siviglia                   | PD                         | 31         | 16         | CR              | 6               | 3               | UCL+UEL            | 5+9                | 1+8                | SU          | 1           | 1           | 52     | 29     |
| Totale Siviglia            | Totale Siviglia            | Totale Siviglia            | 92         | 39         |                 | 13              | 8               |                    | 39                 | 19                 |             | 1           | 1           | 145    | 67     |
| 2016-2017                  | Atlético Madrid            | PD                         | 31         | 12         | CR              | 6               | 2               | UCL                | 9                  | 2                  | -           | -           | -           | 46     | 16     |
| 2017-2018                  | Atlético Madrid            | PD                         | 25         | 7          | CR              | 3               | 1               | UCL + UEL          | 3+5                | 1+2                | -           | -           | -           | 36     | 11     |
| Totale Atlético Madrid     | Totale Atlético Madrid     | Totale Atlético Madrid     | 56         | 19         |                 | 9               | 3               |                    | 17                 | 5                  |             | -           | -           | 82     | 27     |
| 2018-2019                  | Valencia                   | PD                         | 33         | 6          | CR              | 9               | 3               | UCL+UEL            | 5+8                | 0+3                | -           | -           | -           | 55     | 12     |
| 2019-2020                  | Valencia                   | PD                         | 28         | 6          | CR              | 2               | 0               | UCL                | 7                  | 2                  | SS          | 1           | 0           | 38     | 8      |
| 2020-2021                  | Valencia                   | PD                         | 27         | 4          | CR              | 0               | 0               | -                  | -                  | -                  | -           | -           | -           | 27     | 4      |
| Totale Valencia            | Totale Valencia            | Totale Valencia            | 88         | 16         |                 | 11              | 3               |                    | 20                 | 5                  |             | 1           | 0           | 120    | 24     |
| 2021-2022                  | Strasburgo                 | L1                         | 35         | 11         | CF              | 2               | 0               |                    | -                  | -                  | -           | -           | -           | 37     | 11     |
| 2022-2023                  | Strasburgo                 | L1                         | 34         | 10         | CF              | 1               | 0               | -                  | -                  | -                  | -           | -           | -           | 35     | 10     |
| 2023-2024                  | Strasburgo                 | L1                         | 27         | 4          | CF              | 3               | 1               | -                  | -                  | -                  | -           | -           | -           | 30     | 5      |
| Totale Strasburgo          | Totale Strasburgo          | Totale Strasburgo          | 154        | 35         |                 | 13              | 6               |                    | 3                  | 2                  |             | -           | -           | 170    | 43     |
| Totale carriera            | Totale carriera            | Totale carriera            | 544        | 178        |                 | 66              | 29              |                    | 89                 | 32                 |             | 2           | 1           | 714    | 240    |

### Cronologia presenze e reti in nazionale
| Cronologia completa delle presenze e delle reti in nazionale ― Francia | Cronologia completa delle presenze e delle reti in nazionale ― Francia | Cronologia completa delle presenze e delle reti in nazionale ― Francia | Cronologia completa delle presenze e delle reti in nazionale ― Francia | Cronologia completa delle presenze e delle reti in nazionale ― Francia | Cronologia completa delle presenze e delle reti in nazionale ― Francia | Cronologia completa delle presenze e delle reti in nazionale ― Francia | Cronologia completa delle presenze e delle reti in nazionale ― Francia |
| Data                                                                   | Città                                                                  | In casa                                                                | Risultato                                                              | Ospiti                                                                 | Competizione                                                           | Reti                                                                   | Note                                                                   |
| ---------------------------------------------------------------------- | ---------------------------------------------------------------------- | ---------------------------------------------------------------------- | ---------------------------------------------------------------------- | ---------------------------------------------------------------------- | ---------------------------------------------------------------------- | ---------------------------------------------------------------------- | ---------------------------------------------------------------------- |
| 3-9-2010                                                               | Saint-Denis                                                            | Francia                                                                | 0 – 1                                                                  | Bielorussia                                                            | Qual. Euro 2012                                                        | -                                                                      | 80’                                                                    |
| 9-2-2011                                                               | Saint-Denis                                                            | Francia                                                                | 1 – 0                                                                  | Brasile                                                                | Amichevole                                                             | -                                                                      | 86’                                                                    |
| 29-3-2011                                                              | Saint-Denis                                                            | Francia                                                                | 0 – 0                                                                  | Croazia                                                                | Amichevole                                                             | -                                                                      | 75’                                                                    |
| 6-6-2011                                                               | Donec'k                                                                | Ucraina                                                                | 1 – 4                                                                  | Francia                                                                | Amichevole                                                             | 1                                                                      | 65’                                                                    |
| 9-6-2011                                                               | Varsavia                                                               | Polonia                                                                | 0 – 1                                                                  | Francia                                                                | Amichevole                                                             | -                                                                      | 78’                                                                    |
| 10-8-2011                                                              | Montpellier                                                            | Francia                                                                | 1 – 1                                                                  | Cile                                                                   | Amichevole                                                             | -                                                                      | 65’                                                                    |
| 11-10-2011                                                             | Saint-Denis                                                            | Francia                                                                | 1 – 1                                                                  | Bosnia ed Erzegovina                                                   | Qual. Euro 2012                                                        | -                                                                      | 61’                                                                    |
| 11-11-2011                                                             | Saint-Denis                                                            | Francia                                                                | 1 – 0                                                                  | Stati Uniti                                                            | Amichevole                                                             | -                                                                      | 59’                                                                    |
| 6-9-2016                                                               | Barysaŭ                                                                | Bielorussia                                                            | 0 – 0                                                                  | Francia                                                                | Qual. Mondiali 2018                                                    | -                                                                      | 83’                                                                    |
| 7-10-2016                                                              | Saint-Denis                                                            | Francia                                                                | 4 – 1                                                                  | Bulgaria                                                               | Qual. Mondiali 2018                                                    | 2                                                                      | 72’                                                                    |
| 10-10-2016                                                             | Amsterdam                                                              | Paesi Bassi                                                            | 0 – 1                                                                  | Francia                                                                | Qual. Mondiali 2018                                                    | -                                                                      | 79’                                                                    |
| 15-11-2016                                                             | Lens                                                                   | Francia                                                                | 0 – 0                                                                  | Costa d'Avorio                                                         | Amichevole                                                             | -                                                                      | 63’                                                                    |
| 28-3-2017                                                              | Saint-Denis                                                            | Francia                                                                | 0 – 2                                                                  | Spagna                                                                 | Amichevole                                                             | -                                                                      | 80’                                                                    |
| Totale                                                                 |                                                                        | Presenze                                                               | 13                                                                     |                                                                        | Reti                                                                   | 3                                                                      |                                                                        |

## Palmarès

### Club

#### Competizioni nazionali
- Campionato francese: 1

Paris Saint-Germain: 2012-2013
- Coppa di Spagna: 1

Valencia: 2018-2019

#### Competizioni internazionali
- UEFA Europa League: 4

Siviglia: 2013-2014, 2014-2015, 2015-2016
Atletico Madrid: 2017-2018

### Individuale
- Squadra della stagione della UEFA Europa League: 1

2015-2016